# Fantasy-Jahr 1952
Übersicht

◄◄ | ◄ | 1948 | 1949 | 1950 | 1951 | Fantasy-Jahr 1952 | 1953 | 1954 | 1955 | 1956 | ► | ►►

Weitere Ereignisse

## Neuerscheinungen Literatur
| Deutscher Titel                                            | Deutschsprachiges Erscheinungsjahr | Originaltitel                  | Autor       | Anmerkungen |
| ---------------------------------------------------------- | ---------------------------------- | ------------------------------ | ----------- | ----------- |
| Ein Schiff aus Narnia später: Die Reise auf der Morgenröte | 1980                               | The Voyage of the Dawn Treader | C. S. Lewis |             |

## Neuerscheinungen Filme
| Deutscher Titel           | Deutschsprachiges Erscheinungsjahr | Originaltitel          | Regie                 | Anmerkungen      |
| ------------------------- | ---------------------------------- | ---------------------- | --------------------- | ---------------- |
| Alraune                   | -                                  | -                      | Arthur Maria Rabenalt |                  |
| Die Diebin von Bagdad     | -                                  | -                      | Karel Lamač           | (als Carl Lamac) |
| Jack und die Bohnenstange |                                    | Jack and the Beanstalk | Jean Yarbrough        |                  |
|                           |                                    | It Grows on Trees      | Arthur Lubin          |                  |
| Die Schönen der Nacht     | 1953                               | Les Belles de nuit     | René Clair            |                  |
| Das weiße Rentier         |                                    | Valkoinen peura        | Erik Blomberg         |                  |

## Geboren
- Clive Barker
- Steven Barnes
- T. A. Barron
- Diane Duane
- Robin Hobb
- Helmut W. Pesch
- Sean Russell
- Angie Sage